# Karl Weschke
Karl Weschke (* 7. Juni 1925 in Taubenpreskeln, heute Stadtteil von Gera; † 20. Februar 2005 in Hayle, Cornwall) war ein deutsch-britischer Maler.

## Lebenslauf
Weschke wurde in dem Dorf Alt-Taubenpreskeln geboren, das 1950 nach Gera eingemeindet wurde. Seine Mutter, die als Bedienung in einer Kneipe arbeitete und insgesamt drei Kinder von drei verschiedenen Vätern hatte, gab ihn mit zwei Jahren in ein Waisenheim und holte ihn erst als Siebenjährigen zu sich zurück. Einen großen Teil seiner Kindheit verbrachte er als Straßenjunge in Gera. Dort machte er seine ersten Skizzen, und der Bruder des Malers Otto Dix sprach ihn einmal an, als er ihm über die Schultern gesehen hatte.
Geprägt durch seine schwere Kindheit, suchte er Halt bei der Hitlerjugend und meldete sich 1942 als Freiwilliger zum Kriegsdienst bei der Luftwaffe. 1945 geriet er in britische Kriegsgefangenschaft.
In der Gefangenschaft entdeckte er das Zeichnen und Malen für sich wieder, das er schon als Kind und Jugendlicher gepflegt hatte. Die Briten erkannten und förderten sein Talent und gestatteten ihm, Kunstgeschichtskurse an der Universität Cambridge zu besuchen.
Nach seiner Freilassung 1948 besuchte er noch einmal Gera, brach dort endgültig mit Deutschland und lebte dann kurzzeitig in Schottland, Spanien und Schweden, ehe er sich 1955 endgültig in England niederließ. Seit 1960 lebte er als freischaffender Künstler in St. Just in Penwith (Cornwall) an der äußersten Südwestspitze Großbritanniens. Dennoch sollten noch rund 20 Jahre vergehen, bis die Öffentlichkeit auf ihn aufmerksam wurde.
Weschkes Frühwerk war von dunklen Farben geprägt, doch auch seine späteren Werke zeigen noch eine düstere Grundstimmung. Besonders nachhaltig beeinflusste ihn eine Reise nach Ägypten 1990, die seinen Biographen Jeremy Lewison zu der Aussage verleitete: „Seine Wurzeln sind nicht so sehr in Deutschland wie im alten Ägypten“. Die Reise nach Ägypten führte zu einer deutlich anderen, helleren Farbpalette.
Weschke selbst beschrieb seine Kunst so: "Ein Bild ist keine Ansicht, sondern eine Tatsache" und "Ein richtiger Maler ist ein Kind, das nicht aufgehört hat zu zeichnen".
1994 verlieh man ihm die Ehrendoktorwürde der University of Plymouth und 2003 das Bundesverdienstkreuz am Bande. Am 27. Mai 2004 wurde er Ehrenbürger von Gera. Er starb am 20. Februar 2005 in seiner englischen Wahlheimat. Seine Asche wurde in der Nähe des ehemaligen Wohnhauses auf den Wiesen am Cape Cornwall verstreut. Am 7. Juni 2007, seinem 82. Geburtstag, wurde an dem Haus im Geraer Ostviertel, wo er seine Kindheit verbrachte, eine Gedenktafel enthüllt.

## Sekundärliteratur
- Fuhse, Mario: Leben in between. Zum Werk Karl Weschkes. In: Kultur und Gespenster, Heft 2, "Unter vier Augen", 2006. S. 304ff.
- Jeremy Lewinson, Karl Weschke. Portrait of a painter, 1998